# Ouranos
 (décembre 2014).
Dans la mythologie grecque, Ouranos (en grec ancien Οὐρανός / Ouranós) est une divinité primordiale personnifiant le Ciel étoilé et l'Esprit démiurgique.

## Étymologie
Une des étymologies proposées pose une forme proto-grecque *worsanós (Ϝορσ-ανός) élargie de *ṷorsó- (également trouvée dans le grec ouréō « uriner », sanskrit varṣá « pluie », hittite ṷarša- « brouillard, brume »). La racine indo-européenne de base est *ṷérs- « pleuvoir, mouiller » (également trouvé en grec eersē « rosée », sanskrit várṣati « pleuvoir », avestique aiβi.varəšta « il pleuvait sur »), faisant d'Ouranos « celui qui fait pleuvoir ». « Il s'agit du ciel qui féconde la terre en l'arrosant de ses pluies ».
En fait, l'étymologie ici proposée s'appuie sur une hypothèse d'un linguiste allemand, spécialiste du sanskrit et du grec, Jacob Wackernagel, qui, dans une note à son ouvrage, a suggéré une dérivation de *wors- en supputant l'existence de *orranos dans la poésie de Sappho. S'il avait existé, *orranos pourrait être dérivé, en effet, de *orsanos ; or *orranos n'est attesté dans aucun texte de toute la tradition grecque, depuis les origines jusqu'à la fin de l'Empire byzantin. L'hypothèse de Wackernagel, comme celle des linguistes qui s'appuient sur elle, est donc infondée et l'on peut tout aussi bien, mieux même, considérer qu'Ouranos se rattache à la même racine que celle de Varuna, dont le sens pourrait être « le protecteur ». Sur ce sens, voir l'entrée wer-u- du Dictionnaire Étymologique de l'indo-européen. L'article de Pokorny signale l'appartenance à la racine de noms propres composés comme Eurulaos, « protecteur de la troupe ». Or dans la Théogonie, Hésiode a deux qualifications principales pour le ciel, asteróeis, « étoilé » (ce qui rend déjà douteux son association avec la pluie) et, en nombre égal de fois, eurus (ewr-us < wer-us), que l'on traduit par « large », mais qui peut tout aussi bien signifier « protecteur » (voir ci-dessus euru-laos < weru-lawos « qui protège la troupe », racine verbale *wer-)[source insuffisante].
Comme l'indien Varuna et le germanique *Wodanaz, Ouranos est une figure du ciel-nocturne indo-européen, conservée dans la cosmologie.

## Le mythe hésiodique d'Ouranos

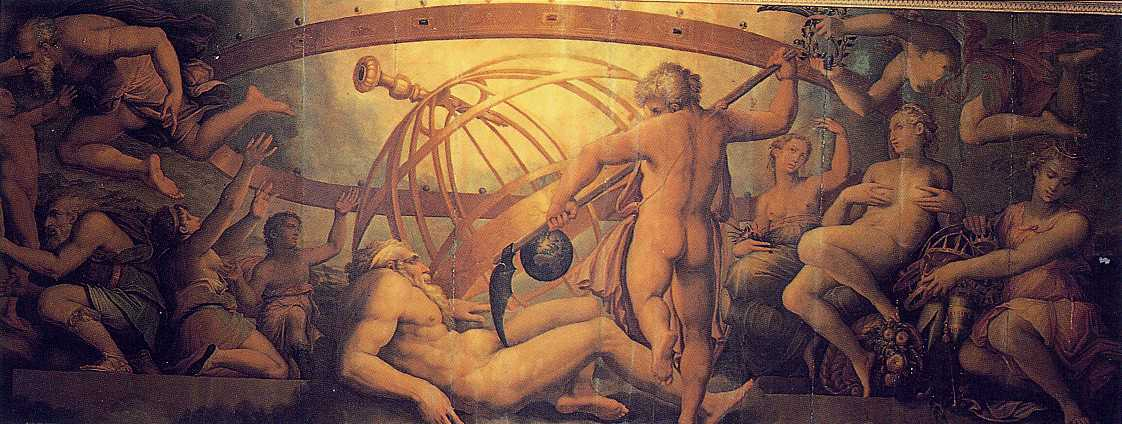
Giorgio Vasari, La mutilation d'Uranus (Ouranos) par Saturne (Cronos) (XVIe siècle), Florence, Palazzo Vecchio.

Gaïa (la Terre), engendre seule — en vérité « fait devenir » — un être égal à elle-même et capable de la couvrir tout entière : Ouranos, le Ciel nocturne Étoilé. Gaïa fait ensuite également devenir les montagnes, demeures des Nymphes (v. 129-130) et Pontos (la Mer).
Puis, partageant avec Ouranos sa couche, elle « enfanta » (teke) d'abord les Titans et les Titanides (Théogonie, v. 132-138), puis les Cyclopes et les Hécatonchires (géants aux cent bras) (v. 139-146), trois êtres d'une force extraordinaire, Kottos, Briarée et Gyès (v. 147-153).
L'explication suivante : « Ouranos craint et hait ses terribles enfants, qu'il tient enfermés dans le sein de la Terre et ne laisse pas monter à la lumière » est une interprétation du comportement de l'acteur d'un mythe en termes psychologiques inadéquats. Il s'agit en réalité de cosmogonie et de cosmologie : Ouranos est un ciel nocturne étoilé, une entité de la plus ancienne génération. Quoi qu'il en soit, Hésiode dit que sont extrêmement redoutables (deinotatoi) les enfants de Gaïa et d'Ouranos, puis, non qu'Ouranos en était haï, mais qu'ils étaient un fardeau pour leur tokêi, « leur père ». Ouranos, lequel, dès le principe, « refoulait (ses enfants) au plus profond de la terre et ne les laissait pas venir à la lumière », prend un grand plaisir à agir comme un causeur de maux (kakos) et donc, en réponse à son action, Gaïa recourt à une ruse (il fallait que Gaïa soit légitimée à recourir à une ruse) pour se venger ainsi que sa progéniture : elle extrait de l'adamant de son sein et en fabrique une faucille dont Cronos, le plus jeune des Titans, acceptera de faire usage (il est possible de faire jouer son nom, par assonance, avec trois familles de mots, l'une signifiant « mettre un terme à... », l'autre « séparer », une troisième enfin signifiant « être souverain »). Placé en embuscade par Gaïa, Cronos émascule Ouranos (tranche le lien qui le fixait à la terre) ; le sang, qui jaillit et s'écoule sur la Terre, donne naissance aux Géants (des guerriers), aux Érinyes (les puissances qui poursuivent les matricides) et aux nymphes Méliades (les nymphes des frênes, bois dont on fait les lances).
L'acte de Cronos a des conséquences cosmiques décisives : il éloigne le Ciel de la Terre et débloque, pour la suite des temps, la venue des générations futures. 
Les testicules d'Ouranos sont rejetés dans la mer et emportés au loin ; autour d'eux se forme une écume (ἀφρός / aphrós), à l'intérieur de laquelle « prit consistance » (ethrephte : « durcit » / « cailla ») une korè, une « jeune fille » que les dieux et les hommes appellent Aphrodite, car c'est dans l'a-phrôi, « dans l'écume » que threphthê « qu'elle durcit / cailla » / « qu'elle prit corps » d'une belle blancheur. Aussitôt lui tiennent compagnie Éros (« Désir qui pousse tous les vivants à s'unir ») et Iméros (Attirance) car telle est la compétence et l'attribution d'Aphrodite, parmi les hommes et parmi les dieux : « les confidences des jeunes filles en âge d'avoir des enfants, les sourires, les séductions, le comble du plaisir parmi les délices des embrassements » (Théogonie, 205-206).
Au tour des Titans, désormais, de mener une lutte qui conduira à leur châtiment, puis à la mise en place de la souveraineté de Zeus le céleste-diurne. La cosmologie rejoint alors la doctrine des Âges du monde.

## Origines et postérité d'Ouranos dans les traditions post-hésiodiques
Les traditions post-hésiodiques font plus volontiers naître Ouranos de la seule Nyx (la Nuit), laquelle, selon la tradition orphique, lui aurait volontairement transmis le sceptre du monde, qu'elle tenait de son propre père Phanès (divers fragments orphiques) ou bien d'Héméra (le Jour) et d'Éther (la Lumière céleste) (Hygin, Fables, préf.). Outre les Titans, les Cyclopes et les Hécatonchires, elles lui reconnaissent plusieurs autres enfants, tous nés de Gaïa, parmi lesquels les trois plus anciennes Muses, les trois Moires ou encore les dieux agrestes Pan et Aristée (diverses sources). Certains font également naître de Gaïa fécondée par le sang d'Ouranos mutilé le dieu Silène, père des satyres (Nonnos, Dionysiaques), voire la race entière du peuple phéacien (fragment d'Alcman). Enfin, Cicéron, dans la Nature des dieux, attribue successivement aux amours d'Ouranos et d'Héméra, la déesse du Jour, la naissance de l'Aphrodite céleste et d'un premier Hermès plus ancien que le fils de Zeus et de Maïa.

## Ouranos et de la tradition évhémériste
Une variante, d'origine évhémériste, fait d'Ouranos le premier roi des Atlantes et l'inventeur de l'astronomie, ce qui explique qu'après sa mort, ses sujets l'auraient divinisé en tant que dieu du Ciel et ancêtre de tous les autres dieux (Bibliothèque de Diodore de Sicile, livre III, 14). Dans cette tradition, il est l'époux de Titéia et le père de quarante-cinq enfants, parmi lesquels les Titans Atlas, Cronos et Hypérion. Ses deux premiers-nés sont des filles, Rhéa, également appelée Pandore, et Basiléia (la Royale), qui hérite du trône atlante à la mort de son père, épouse Hypérion, engendre avec lui Hélios et Séléné, mais disparaît de la surface terrestre après l'assassinat de son mari et de son fils par les autres Titans et le suicide de Séléné. Cronos et Atlas se partagent alors l'antique royaume d'Ouranos, le premier établissant son pouvoir sur la Sicile, l'Italie et l'Afrique du Nord, dont il est plus tard chassé par Dionysos (alors considéré comme le fils d'Ammon et d'Amalthée), le second sur les régions situées à l'extrême-Occident du monde connu (Espagne, Maroc et Mauritanie, et plus loin encore). Ce n'est qu'après la mort « terrestre » de Dionysos et d'Ammon que l'héritage atlante revint dans sa totalité à Zeus, le fils de Cronos et de Rhéa (sources : Diodore de Sicile, Bibliothèque historique, III et suivants).
Les traditions d'un Ouranos "atlantique" ne sont pas d'origine purement grecque, bien qu'exprimées par des théonymes helléniques, mais sont à verser au dossier des mythes occidentaux, en l'occurrence celtiques, transmis par les Classiques. Suivant Diodore de Sicile, III, 56, 61 les habitants des rives de l’Océan ou Atlantes, peuple particulièrement pieux et juste, furent initiés à la vie civilisée par leur premier roi Ouranos. Il conquit « les régions du couchant et du nord. » La multitude, qui « admirait l'accord des événements avec les prédictions d'Ouranos », lui attribua après sa mort des honneurs immortels en rapport avec sa connaissance des astres et de tous les phénomènes de l'univers ».
Une autre légende, qu'on a supposée importée de Phénicie par Philon de Byblos et pour laquelle on ne connaît aucune traduction française, fait également d'Ouranos un monarque humain devenu dieu après la mort de son père au cours d'une partie de chasse. Chassé du pouvoir par ses fils Cronos, Atlas et Dagon, il tente de remonter sur son trône en envoyant ses filles Rhéa, Dioné, Aphrodite-Astarté, Hora et la Durée séduire Cronos afin de le tuer par traîtrise. Cronos déjoue le complot, épouse Rhéa, fait des quatre autres émissaires, toutes ravissantes, ses concubines et finit par tuer Ouranos à l'issue d'un combat, trente-deux ans exactement après lui avoir dérobé son sceptre. L'esprit d'Ouranos se dissipe dans les eaux du fleuve sur les rives duquel Cronos l'avait abattu, et ses anciens sujets le portent aussitôt au rang des dieux. Des années plus tard, au terme d'un nouveau conflit armé, Cronos est destitué par son fils Zeus, tandis que l'empire occidental d'Atlas, à savoir la péninsule ibérique et le Nord de l'Afrique (localisation évhémériste), revient par héritage à Hadès puis, après la mort sans héritier direct de ce dernier, à son neveu Hermès (source : Eusèbe, citant Philon de Byblos, Prép. Ev., I, IV).

## Culte
Ouranos n'a presque aucun rôle dans les mythes, hormis ceux à caractère théogonique ou évhémériste, et les Grecs ne lui rendaient aucun culte, contrairement à son épouse et mère Gaïa.

## Assimilation
Il est appelé Uranus ou Coelus chez les Romains, et la planète Uranus lui doit son nom.